# O chamado dos varangianos

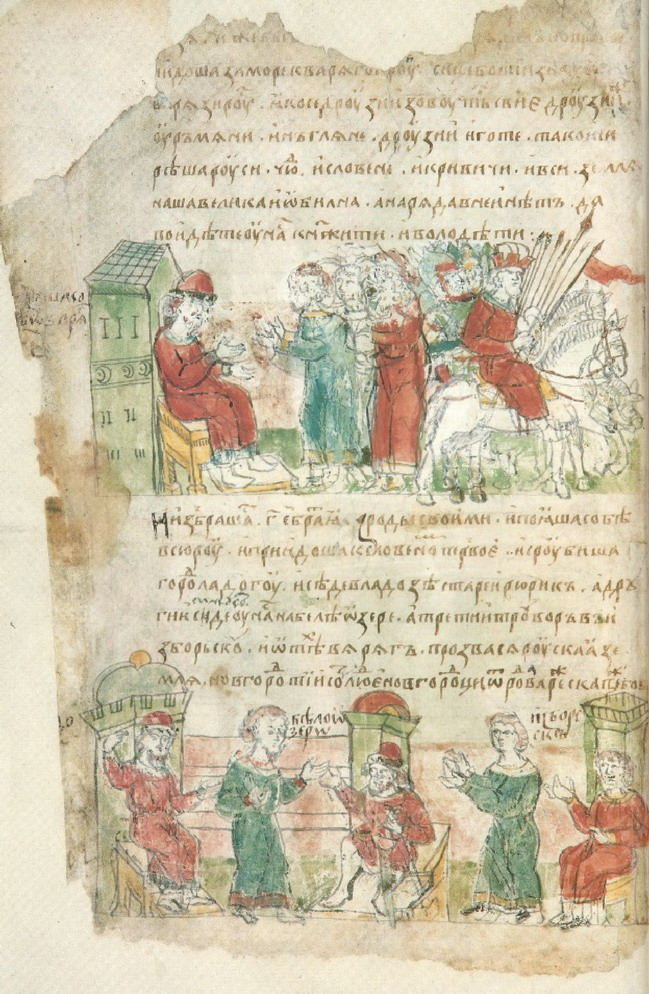
O chamado dos vareques em miniatura das Crônica de Radzivill (final do século XV)

O chamado dos varangianos (em russo:  Призвание варягов), de acordo com as crônicas russas e livros de orientação, foi o convite das tribos eslavas eslovenos do Ilmen e kriviches e das tribos fino-úgricas chudes, merianos e também, provavelmente, os vesianos, aos varegues liderados por Rurique e seus irmãos Sineu e Truvor para reinarem em Ladoga ou Novogárdia e outras cidades em 862.
Tradicionalmente, desde a crônica russa "O Conto dos Anos Passados" do início do séc. XII e até o presente, o chamado dos varangianos é considerado o início da história da Rus e o ponto de partida da condição de Estado Rus. Na ciência histórica, o chamado dos varegues é objeto de controvérsia. Não há um ponto de vista geralmente aceito nem sobre a data desse evento, nem sobre suas circunstâncias concretas, nem sobre o fato de ter havido um "chamado dos varegues".